# James M. Buchanan
James McGill Buchanan, Jr. (/bjuːˈkæn[invalid input: 'ɪ-']n/; 3 tháng 10 năm 1919 – 9 tháng 1 năm 2013) là một nhà kinh tế học người Mỹ, được biến đến với công trình của ông về lý thuyết lựa chọn công khai, với công trình này ông đã được trao giải Nobel Kinh tế vào năm 1986. Công trình của Buchanan bắt đầu nghiên cứu về lợi ích của các nhà chính khách và lực lượng phi kinh tế ảnh hưởng thế nào đến chinh sách kinh tế của chính phủ. Ông là một thành viên của Hội đồng tư vấn của Viện độc lập, một thành viên cao cấp của Viện Cato và giáo sư tại Đại học George Mason.

## Tiểu sử
Buchanan sinh ra tại Murfreesboro, Tennessee, con cả của James và Lila (Scott) Buchanan. Ông là cháu trai của John P. Buchanan, thống đốc Tennessee trong thập niên 1890. Ông tốt nghiệp Middle Tennessee State Teachers College, nay được gọi là Đại học bang Middle Tennessee vào năm 1940. Ông hoàn thành khóa học thạc sĩ tại Đại học Tennessee vào năm 1941. Ông đã trải qua những năm chiến tranh với tư cách phụ tá cho Đô đốc Nimitz tại Honolulu, trong thời gian đó ông đã gặp và kết hôn với Anne Bakke vào ngày 5 tháng 10 năm 1945; Anne là một người Mỹ gốc Na Uy, lúc đó bà là y tá làm việc cho căn cứ quân sự tại Hawaii.
Buchanan nhận bằng tiến sĩ tại Đại học Chicago vào năm 1948 cho luận án "Công bằng tài chính trong một nhà nước liên bang", trong luận án của mình ông chịu ảnh hưởng lớn từ Frank H. Knight.
Buchanan là người thành lập trường kinh tế chính trị Virginia mới.
Buchanan mất vào ngày 9 tháng 1 năm 2013, tại Blacksburg, Virginia, ở tuổi 93. Tờ New York Times bình luận rằng nhà kinh tế đoạt giải Nobel người đã đấu tranh cho lý thuyết lựa chọn công khai đã ảnh hưởng tới thế hệ suy nghĩ bảo thủ về thâm hụt ngân sách, thuế và kích thước của chính phủ". Tờ Badische Zeitung gọi Buchanan, người cho thấy cách các chính trị gia làm suy yếu hệ thống thuế công bằng và đơn giản là "người sáng lập của nền kinh tế chính trị mới".

## Danh sách các tác phẩm
- He listed his principal books as of 1988 as: Liberty, Market and State, 1985; The Reason of Rules (with G. Brennan),1985; The Power to Tax (with G. Brennan),1980; What should Economists Do? 1979; Freedom in Constitutional Contract,1978; Democracy in Deficit (with R. Wagner), 1977; The Limits of Liberty, 1975; Cost and Choice, 1969; Demand and Supply of Public Goods, 1968; Public Finance in Democratic Process, 1967; The Calculus of Consent (with G. Tullock),1962; Fiscal Theory and Political Economy, 1960; Public Principles of Public Debt, 1958.
- The Collected Works of James M. Buchanan Lưu trữ ngày 19 tháng 9 năm 2008 tại Wayback Machine by James M. Buchanan, at the Library of Economics and Liberty. Twenty-volume work, copyrighted but nine of the 20 volumes are free to read and access; fully searchable online. (Also available at: The Collected Works of James M. Buchanan Lưu trữ ngày 13 tháng 4 năm 2007 tại Wayback Machine.)
- A listing of Buchanan's publications from 1949 to 1986 can be found at The Scandinavian Journal Of Economics Lưu trữ ngày 31 tháng 10 năm 2009 tại Wayback Machine, 1987, Vol. 89. No. 1, pp. 17–37. These are available through the Library of Economics and Liberty at:
  - Public Principles of Public Debt: A Defense and Restatement Lưu trữ ngày 20 tháng 2 năm 2007 tại Wayback Machine
  - The Calculus of Consent: Logical Foundations of Constitutional Democracy, Lưu trữ ngày 10 tháng 6 năm 2006 tại Wayback Machine with Gordon Tullock
  - Public Finance in Democratic Process: Fiscal Institutions and Individual Choice Lưu trữ ngày 20 tháng 2 năm 2007 tại Wayback Machine
  - The Demand and Supply of Public Goods, Lưu trữ ngày 19 tháng 2 năm 2007 tại Wayback Machine by James M. Buchanan, at the Library of Economics and Liberty
  - Cost and Choice: An Inquiry in Economic Theory Lưu trữ ngày 19 tháng 2 năm 2007 tại Wayback Machine
  - The Limits of Liberty: Between Anarchy and Leviathan Lưu trữ ngày 18 tháng 5 năm 2006 tại Wayback Machine
  - Democracy in Deficit: The Political Legacy of Lord Keynes, Lưu trữ ngày 20 tháng 12 năm 2010 tại Wayback Machine with Richard E. Wagner
  - The Power to Tax: Analytical Foundations of a Fiscal Constitution, Lưu trữ ngày 18 tháng 2 năm 2007 tại Wayback Machine with Geoffrey Brennan
  - The Reason of Rules: Constitutional Political Economy, Lưu trữ ngày 20 tháng 2 năm 2007 tại Wayback Machine with Geoffrey Brennan
- Why I, Too, Am Not a Conservative: The Normative Vision of Classical Liberalism (Cheltenham UK: Edward Elgar, 2005)
- Economics from the Outside In: Better than Plowing and Beyond (College Station: Texas A&M Press, 2007)